# Tangga Bosi I
Tangga Bosi I is een bestuurslaag in het regentschap Mandailing Natal van de provincie Noord-Sumatra, Indonesië. Tangga Bosi I telt 775 inwoners (volkstelling 2010).